# Berrechid
Berrechid (árabe: برشيد Barchid; amazigh: ⴱⵔⵔⵛⵉⴷ) es una ciudad marroquí ubicada en la región de Casablanca-Settat. Su participación en la agricultura a nivel nacional marroquí es del 13,25%.
Se encuentra en medio de las llanuras de la histórica región de Chaouia, conocida por su ubicación estratégica y se encuentra a 32 km al sur de Casablanca, 196 km de Marrakech y 90 km de El Jadida.